# Андреас Кристенсен
Андреас Беткер Кристенсен (10. април 1996) дански је професионални фудбалер који тренутно игра за Барселону и репрезентацију Данске.
Започео је своју каријеру у Брондбиу и придружио се Челсиу са 15 година у фебруару 2012. године. Професионалну каријеру је започео у октобру 2014. Од 2015. до 2017 позајмљен је клубу из Бундеслиге Борусији Менхенгладбах, где је сакупио 82 наступа и постигао 7 голова. Кристенсен је у јуну 2015. године дебитовао за Данску.
Био је у саставу Данске на Светском првенству 2018, Европском првенсвту 2020. и Светском првенству 2022.